# Resolução 5 do Conselho de Segurança das Nações Unidas
Resolução 5 do Conselho de Segurança das Nações Unidas, adotada em 8 de maio de 1946, as decisões diferidas sobre as tropas soviéticas no Irã até que o governo iraniano teve tempo para conversar com a União Soviética e apresentar um relatório às Nações Unidas sobre todas as informações sobre as tropas soviéticas no seu país.
A resolução foi aprovada com 10 votos, enquanto a União Soviética estava ausente e se absteve.